# كرة نونية الأبعاد

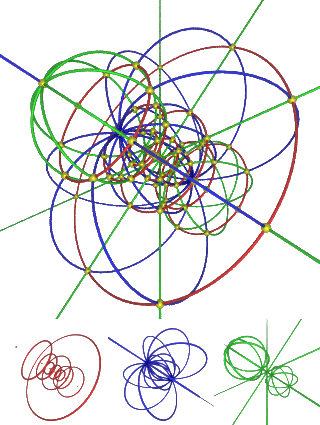
Just as a stereographic projection can project a sphere's surface to a plane, it can also project a 3-sphere into 3-space. This image shows three coordinate directions projected to 3-space:
parallels (red), خط الطول (blue) and hypermeridians (green).
Due to the إسقاط تشكيلي property of the stereographic projection, the curves intersect each other orthogonally (in the yellow points) as in 4D.
All of the curves are circles: the curves that intersect 0,0,0,1 have an infinite radius (= straight line).

في الرياضيات الكرة نونية (n) الأبعاد (بالإنجليزية: n-sphere) أو الكرة الفائقة (بالإنجليزية: Hypersphere) هي تعميم لسطح الكرة العادي ليصبح في أي بعد اختياري.
الكرة ذات البعد النوني n هي عبارة عن مجموعة النقاط التي تقع في الفضاء الإقليدي ذات البعد (n + 1) وتبعد مسافة r عن نقطة مركزية حيث n عدد طبيعي وr عدد حقيقي موجب، ويكون التعريف الرياضي لها هو:
{\displaystyle S^{n}=\left\{x\in \mathbb {R} ^{n+1}:\|x\|=r\right\}.}
والكرة n-sphere التي نصف قطرها r يمكن تعريفها على أنها:
{\displaystyle S^{n}(r)=\left\{x\in \mathbf {R} ^{n+1}:\left\|x\right\|=r\right\}.}
وبذلك يكون:
- الكرة-0 هي: نقطتين بينهما المسافة r
- الكرة-1 هي: دائرة في مستوى، ونصف قطرها r
- الكرة-2 هي: الكرة ثلاثية الأبعاد -المعروفة-، ونصف قطرها r